# Els viatgers de la Gran Anaconda
Els viatgers de la Gran Anaconda és un programa de ràdio dedicat als viatges, geografia, natura i antropologia, dirigit i presentat pel periodista Toni Arbonès. Inicialment va estar a l'antena de Catalunya Ràdio des de 1996 fins a 2008. Posteriorment, el 9 de setembre de 2012 Els viatgers de la Gran Anaconda va tornar a la graella de Catalunya Ràdio els diumenges.
L'any 2021, amb motiu dels vint-i-cinc anys del programa, es va publicar un recull d'entrevistes fetes per Arbonés a convidats al programa, entre els quals Josefina Castellví, Jordi Sabater Pi, Albert Sánchez Piñol o Josep M. Espinàs; el llibre es titula Els viatgers de la Gran Anaconda - 25 anys.

## Premis
E l programa ha rebut els següents guardons: 
- 1999-2000: Premi Òmnium Cultural al millor programa de ràdio.[cal citació]
- 2001: 1r premi ràdio Pica d'Estats.[cal citació]
- 2002: 1r premi ràdio Manyé i Flaquer.[cal citació]
- 2006: Premi RAC 2006 al millor programa de ràdio de Catalunya.[cal citació]